# 2012-es Honda Grand Prix of St. Petersburg
A 2012-es Honda Grand Prix of St.Petersburg volt a 2012-es Izod IndyCar Series szezon első futama. Ezen a versenyen debütált a Dallara DW12 típusú autó, melyet a 2011. október 16-ai Las Vegas-i versenyen tragikus balesetben elhunyt Dan Wheldon-ról neveztek el. A versenyt 2012. március 25-én rendezték meg a Floridában található St. Petersburgben. 2005 után először fordul elő, hogy több motorgyártó versenyez egymással az IndyCar-ban. A Honda mellé a Chevrolet és a Lotus csatlakozott motorszállítókként.

## Nevezési lista
| Csapat                                                                                | Motor     | Első pilóta | Első pilóta         | Második pilóta | Második pilóta     | Harmadik pilóta | Harmadik pilóta  | Negyedik pilóta | Negyedik pilóta |
| ------------------------------------------------------------------------------------- | --------- | ----------- | ------------------- | -------------- | ------------------ | --------------- | ---------------- | --------------- | --------------- |
| Team Penske                                                                           | Chevrolet | 2           | Ryan Briscoe        | 3              | Hélio Castroneves  | 12              | Will Power       |                 |                 |
| Panther Racing                                                                        | Chevrolet | 4           | J. R. Hildebrand    |                |                    |                 |                  |                 |                 |
| KV Racing Technology                                                                  | Chevrolet | 5           | E. J. Viso          | 8              | Rubens Barrichello | 11              | Tony Kanaan      |                 |                 |
| Lotus-Dragon Racing                                                                   | Lotus     | 6           | Katherine Legge     | 7              | Sebastien Bourdais |                 |                  |                 |                 |
| Target Chip Ganassi Racing                                                            | Honda     | 9           | Scott Dixon         | 10             | Dario Franchitti   | 38              | Graham Rahal     | 83              | Charlie Kimball |
| A. J. Foyt Enterprises                                                                | Honda     | 14          | Mike Conway         |                |                    |                 |                  |                 |                 |
| Rahal Letterman Laningan Racing                                                       | Honda     | 15          | Szató Takuma        |                |                    |                 |                  |                 |                 |
| Dale Coyne Racing                                                                     | Honda     | 18          | Justin Wilson       | 19             | James Jakes        |                 |                  |                 |                 |
| Ed Carpenter Racing                                                                   | Chevrolet | 20          | Ed Carpenter        |                |                    |                 |                  |                 |                 |
| Lotus-Dreyer & Reinbold Racing                                                        | Lotus     | 22          | Oriol Servià        |                |                    |                 |                  |                 |                 |
| Andretti Autosport                                                                    | Chevrolet | 26          | Marco Andretti      | 27             | James Hinchcliffe  | 28              | Ryan Hunter-Reay |                 |                 |
| Sarah Fisher Hartman Racing                                                           | Honda     | 67          | Josef Newgarden     |                |                    |                 |                  |                 |                 |
| Schmidt Hamilton Motorsports                                                          | Honda     | 77          | Simon Pagenaud      |                |                    |                 |                  |                 |                 |
| Lotus-HVM Racing                                                                      | Lotus     | 78          | Simona de Silvestro |                |                    |                 |                  |                 |                 |
| Team Barracuda – BHA                                                                  | Lotus     | 98          | Alex Tagliani       |                |                    |                 |                  |                 |                 |
| HIVATALOS NEVEZÉSI LISTA Archiválva 2012. március 23-i dátummal a Wayback Machine-ben |           |             |                     |                |                    |                 |                  |                 |                 |

## Eredmények

### Időmérő
| Pozíció | #  | Pilóta              | Csapat                          | Motor     | Egyes csoport | Kettes csoport | Top 12    | Fast 6    |
| ------- | -- | ------------------- | ------------------------------- | --------- | ------------- | -------------- | --------- | --------- |
| 1       | 12 | Will Power          | Team Penske                     | Chevrolet |               | 1:01.9845      | 1:01.4814 | 1:01.3721 |
| 2       | 2  | Ryan Briscoe        | Team Penske                     | Chevrolet | 1:02.1169     |                | 1:01.5300 | 1:01.5357 |
| 3       | 28 | Ryan Hunter-Reay    | Andretti Autosport              | Chevrolet |               | 1:01.9645      | 1:01.7296 | 1:01.9321 |
| 4       | 27 | James Hinchcliffe   | Andretti Autosport              | Chevrolet |               | 1:02.0012      | 1:01.4491 | 1:01.9701 |
| 5       | 3  | Hélio Castroneves   | Team Penske                     | Chevrolet | 1:01.9518     |                | 1:01.7614 | 1:01.9987 |
| 6       | 77 | Simon Pagenaud      | Schmidt-Hamilton Motorsports    | Honda     | 1:01.9855     |                | 1:01.6860 | 1:02.1095 |
| 7       | 9  | Scott Dixon         | Chip Ganassi Racing             | Honda     |               | 1:02.1713      | 1:01.7636 |           |
| 8       | 26 | Marco Andretti      | Andretti Autosport              | Chevrolet |               | 1:02.0417      | 1:01.7895 |           |
| 9       | 11 | Tony Kanaan         | KV Racing Technology            | Chevrolet | 1:02.3395     |                | 1:01.8699 |           |
| 10      | 10 | Dario Franchitti    | Chip Ganassi Racing             | Honda     |               | 1:02.1321      | 1:01.9570 |           |
| 11      | 38 | Graham Rahal        | Chip Ganassi Racing             | Honda     | 1:02.3994     |                | 1:02.0233 |           |
| 12      | 14 | Mike Conway         | A. J. Foyt Enterprises          | Honda     | 1:02.4101     |                | 1:02.5084 |           |
| 13      | 5  | E. J. Viso          | KV Racing Technology            | Chevrolet | 1:02.5146     |                |           |           |
| 14      | 8  | Rubens Barrichello  | KV Racing Technology            | Chevrolet |               | 1:02.2009      |           |           |
| 15      | 15 | Szató Takuma        | Rahal Letterman Laningan Racing | Honda     | 1:02.6015     |                |           |           |
| 16      | 18 | Justin Wilson       | Dale Coyne Racing               | Honda     |               | 1:02.2538      |           |           |
| 17      | 98 | Alex Tagliani       | Team Barracuda - BHA            | Lotus     | 1:02.6506     |                |           |           |
| 18      | 4  | J. R. Hildebrand    | Panther Racing                  | Chevrolet |               | 1:02.4426      |           |           |
| 19      | 67 | Josef Newgarden     | Sarah Fisher Hartman Racing     | Honda     | 1:02.7155     |                |           |           |
| 20      | 19 | James Jakes         | Dale Coyne Racing               | Honda     |               | 1:02.5271      |           |           |
| 21      | 78 | Simona de Silvestro | Lotus-HVM Racing                | Lotus     | 1:02.8218     |                |           |           |
| 22      | 83 | Charlie Kimball     | Chip Ganassi Racing             | Honda     |               | 1:03.0437      |           |           |
| 23      | 22 | Oriol Servià        | Lotus-Dreyer & Reinbold Racing  | Lotus     | 1:02.8771     |                |           |           |
| 24      | 20 | Ed Carpenter        | Ed Carpenter Racing             | Chevrolet |               | 1:03.3591      |           |           |
| 25      | 6  | Katherine Legge     | Lotus-Dragon Racing             | Lotus     | 1:03.6048     |                |           |           |
| 26      | 7  | Sebastien Bourdais  | Lotus-Dragon Racing             | Lotus     |               | 1:05.6858      |           |           |

## Rajtfelállás
| Rajtsor                                           | Belső ív | Belső ív            | Külső ív | Külső ív           |
| ------------------------------------------------- | -------- | ------------------- | -------- | ------------------ |
| 1                                                 | 12       | Will Power          | 2        | Ryan Briscoe       |
| 2                                                 | 28       | Ryan Hunter-Reay    | 27       | James Hinchcliffe  |
| 3                                                 | 3        | Hélio Castroneves   | 9        | Scott Dixon        |
| 4                                                 | 26       | Marco Andretti      | 11       | Tony Kanaan        |
| 5                                                 | 10       | Dario Franchitti    | 38       | Graham Rahal       |
| 6                                                 | 14       | Mike Conway         | 5        | E.J. Viso          |
| 7                                                 | 8        | Rubens Barrichello  | 15       | Szató Takuma       |
| 8                                                 | 18       | Justin Wilson       | 77       | Simon Pagenaud †   |
| 9                                                 | 98       | Alex Tagliani       | 4        | J. R. Hildebrand   |
| 10                                                | 67       | Josef Newgarden     | 19       | James Jakes        |
| 11                                                | 78       | Simona de Silvestro | 83       | Charlie Kimball    |
| 12                                                | 22       | Oriol Servià        | 20       | Ed Carpenter       |
| 13                                                | 6        | Katherine Legge     | 7        | Sebastien Bourdais |
| † 10 rajthelyes büntetést kapott motorcsere miatt |          |                     |          |                    |

### Verseny
| Pozíció | #  | Pilóta              | Csapat                          | Motor     | Futott kör | Idő/Kiesés oka  | Rajthely | Élen töltött körök száma | Pont |
| ------- | -- | ------------------- | ------------------------------- | --------- | ---------- | --------------- | -------- | ------------------------ | ---- |
| 1.      | 3  | Hélio Castroneves   | Team Penske                     | Chevrolet | 100        | 1:59:50.9863    | 5        | 28                       | 50   |
| 2.      | 9  | Scott Dixon         | Chip Ganassi Racing             | Honda     | 100        | +5.5292         | 6        | 37                       | 42   |
| 3.      | 28 | Ryan Hunter-Reay    | Andretti Autosport              | Chevrolet | 100        | +7.5824         | 3        | 0                        | 35   |
| 4.      | 27 | James Hinchcliffe   | Andretti Autosport              | Chevrolet | 100        | +10.6526        | 4        | 0                        | 32   |
| 5.      | 2  | Ryan Briscoe        | Team Penske                     | Chevrolet | 100        | +11.7854        | 2        | 9                        | 30   |
| 6.      | 77 | Simon Pagenaud      | Schmidt Hamilton Motorsports    | Honda     | 100        | +31.2623        | 16       | 0                        | 28   |
| 7.      | 12 | Will Power          | Team Penske                     | Chevrolet | 100        | +34.6582        | 1        | 11                       | 27   |
| 8.      | 5  | E. J. Viso          | KV Racing Technology            | Chevrolet | 100        | +35.5943        | 12       | 0                        | 24   |
| 9.      | 83 | Charlie Kimball     | Chip Ganassi Racing             | Honda     | 100        | +43.1425        | 22       | 0                        | 22   |
| 10.     | 18 | Justin Wilson       | Dale Coyne Racing               | Honda     | 100        | +44.3121        | 15       | 0                        | 20   |
| 11.     | 67 | Josef Newgarden     | Sarah Fisher Hartman Racing     | Honda     | 100        | +44.8275        | 19       | 0                        | 19   |
| 12.     | 38 | Graham Rahal        | Chip Ganassi Racing             | Honda     | 100        | +45.1080        | 10       | 0                        | 18   |
| 13.     | 10 | Dario Franchitti    | Chip Ganassi Racing             | Honda     | 100        | +45.8468        | 9        | 1                        | 17   |
| 14.     | 26 | Marco Andretti      | Andretti Autosport              | Chevrolet | 99         | +1 Kör          | 7        | 0                        | 16   |
| 15.     | 98 | Alex Tagliani       | Team Barracuda - BHA            | Lotus     | 99         | +1 kör          | 17       | 0                        | 15   |
| 16.     | 22 | Oriol Servià        | Lotus-Dreyer & Reinbold Racing  | Lotus     | 99         | +1 kör          | 23       | 0                        | 14   |
| 17.     | 8  | Rubens Barrichello  | KV Racing Technology            | Chevrolet | 98         | +2 kör          | 13       | 0                        | 13   |
| 18.     | 20 | Ed Carpenter        | Ed Carpenter Racing             | Chevrolet | 98         | +2 kör          | 24       | 0                        | 12   |
| 19.     | 4  | J. R. Hildebrand    | Panther Racing                  | Chevrolet | 96         | Kicsúszás       | 18       | 3                        | 12   |
| 20.     | 14 | Mike Conway         | A. J. Foyt Enterprises          | Honda     | 75         | Váltó           | 11       | 0                        | 12   |
| 21.     | 7  | Sebastien Bourdais  | Lotus-Dragon Racing             | Lotus     | 73         | Kicsúszás       | 26       | 0                        | 12   |
| 22.     | 15 | Szató Takuma        | Rahal Letterman Laningan Racing | Honda     | 73         | Elektronika     | 14       | 11                       | 12   |
| 23.     | 6  | Katherine Legge     | Lotus-Dragon Racing             | Lotus     | 59         | Kicsúszás       | 25       | 0                        | 12   |
| 24.     | 78 | Simona de Silvestro | HVM Racing                      | Lotus     | 22         | Üzemanyagnyomás | 21       | 0                        | 12   |
| 25.     | 11 | Tony Kanaan         | KV Racing Technology            | Chevrolet | 21         | Elektronika     | 8        | 0                        | 10   |
| 26.     | 19 | James Jakes         | Dale Coyne Racing               | Honda     | 19         | Baleset         | 20       | 0                        | 10   |

### Verseny statisztikák
A verseny alatt 9-szer változott az élen álló személye 7 versenyző között.
| Változás az élen | Változás az élen  |
| Kör              | Élen              |
| ---------------- | ----------------- |
| 12               | Ryan Briscoe      |
| 21               | Scott Dixon       |
| 37               | Szató Takuma      |
| 47               | Dario Franchitti  |
| 48               | Scott Dixon       |
| 69               | Hélio Castroneves |
| 71               | Szató Takuma      |
| 72               | J. R. Hildebrand  |
| 75               | Hélio Castroneves |

| Élen töltött körök száma | Élen töltött körök száma |
| Körök                    | Versenyző                |
| ------------------------ | ------------------------ |
| 37                       | Scott Dixon              |
| 28                       | Hélio Castroneves        |
| 11                       | Szató Takuma, Will Power |
| 9                        | Ryan Briscoe             |
| 3                        | J. R. Hildebrand         |
| 1                        | Dario Franchitti         |

| Sárga zászlók: 3 alkalommal összesen 15 körön át | Sárga zászlók: 3 alkalommal összesen 15 körön át |
| Körök                                            | Ok                                               |
| ------------------------------------------------ | ------------------------------------------------ |
| 13-16                                            | #6-os autó megállása a célegyenesben             |
| 20-27                                            | #19-es autó balesete a 10-es kanyarban           |
| 46-48                                            | #3-as és #20-as autó balesete a 14-es kanyarban  |

## Bajnokság állása a verseny után
Pilóták bajnoki állása
| Pozíció | Pilóta            | Pontok |
| ------- | ----------------- | ------ |
| 1       | Hélio Castroneves | 50     |
| 2       | Scott Dixon       | 42     |
| 3       | Ryan Hunter-Reay  | 35     |
| 4       | James Hinchcliffe | 32     |
| 5       | Ryan Briscoe      | 30     |

Gyártók bajnoksága
| Pozíció | Gyártó    | Pontok |
| ------- | --------- | ------ |
| 1       | Chevrolet | 9      |
| 2       | Honda     | 6      |
| 3       | Lotus     | 3      |